# Lord grande intendente
Lord grande intendente (in inglese Lord High Steward) è il primo dei 9 grandi ufficiali del Regno Unito. Questa carica rimane usualmente vacante dal 1421, eccettuato due casi: l'incoronazione di un monarca o un processo a un pari nella Camera dei lord (finché i poteri giudiziari della Camera sui propri membri sono stati di fatto tolti nel 1949) o per l'impeachment di un ministro (non ci sono stati più processi del genere dal 1806 ma si conserva la possibilità di farlo).
I processi nella camera alta vengono infatti presieduti dal lord grande intendente. In passato, spesso, ma non obbligatoriamente, nel caso fosse richiesta la carica del lord grande intendente, questa veniva devoluta alla persona del lord cancelliere che ne è, ex officio, il vice. 
Per l'incoronazione della regina Elisabetta II nel 1953 la carica di Lord grande intendente è stata ricoperta Andrew Browne Cunningham, I visconte Cunningham, mentre per l'incoronazione di re Carlo III e della regina Camilla nel 2023 è stata ricoperta da Gordon Messenger.